# Bangana zhui
Bangana zhui är en fiskart som först beskrevs av Zheng och Chen, 1989.  Bangana zhui ingår i släktet Bangana och familjen karpfiskar. Inga underarter finns listade.